# Petunia occidentalis
Petunia occidentalis är en potatisväxtart som beskrevs av R. E. Fries. Petunia occidentalis ingår i släktet petunior, och familjen potatisväxter. Inga underarter finns listade i Catalogue of Life.